# Johann Heinrich Sutermeister (Zinngiesser)
Johann Heinrich Sutermeister (getauft 1757 in Zofingen; † 1804 ebenda) war ein Schweizer Zinngiesser.
Sutermeister war Grossweibel in Zofingen. 1786 heiratete er Elisabeth Ringier († 1817). Von 1803 bis zu seinem Tod 1814 war er Mitglied des Zofinger Stadtrats. Sutermeister ist bekannt für sein Geschirr, das im Museum Zofingen ausgestellt ist. Sein Schüler und Nachfolger war Daniel Frikart.